# Струмишки конгрес на ВМРО (1924)
Струмишкият конгрес е конгрес на Струмишкия революционен окръг на Вътрешната македонска революционна организация, провел се от 5 до 7 юли 1924 година на територията на свободната Пиринска Македония, България. Конгресът е вторият от серията окръжни конгреси, предшестващи общия Шести конгрес на ВМРО в 1925 година.

## Предистория
Възползвана от ангажираността на ВМРО в конфликта ѝ с правителството на Александър Цанков по повод Майския манифест, сръбската власт в 1924 година атакува позициите на организацията в селата и засилва дейността на контрачетите. На контрачетниците са осигурени редица придобивки, а на дезертиралите е обещана амнистия. Така контрачетническото движение настъпва дори и на българска територия и засяга селата Скрът, Ключ, Добри лаки, Цапарево, Горна Рибница. Ръководителите на ВМРО Тодор Александров и Александър Протогеров решават да стегнат редиците и да бъде свикан общ конгрес на организацията.

## Делегати
| - Струмишка околия - Атанас Ансаров - Касапчето - Вангелов (Георги Атанасов) | - Тиквешка околия - Огнянов - Михаил Шкартов - Васил Ихчиев | - Радовишка околия - Никола Василев - Никола Георгиев            |
| - Поройска околия - Информационов - Илия Аврамов                             | - Петричка околия - Михо Попов - Васил Попдимитров - Илия Докторов - Димитър Г. Биков                                                                                           | - Малешевска околия - Стоян Кантуров - Евтим Цеков - Евтим Кушев |
| - Член на ЦК - Дедо Ангел (Александър Протогеров)                            | - Завеждащ Солунски, Серски и Струмишки окръг - Орфански (Алеко Василев) - Вангелов (Георги Атанасов) – помощник на Орфански - Билев (Христо Медникаров) – помощник на Орфански |                                                                  |

За председател на конгреса е избран Димитър Биков, за подпредседател Огнянов, а за секретари – Никола Василев и Васил Ихчиев.

## Решения
Конгресът решава поради важността на Струмишка, Малешевска и Поройска околия в тях да се „засили организацията на контрашпионската мрежа от двете страни на сръбско-българската и гръцко-българската граница“ и „да се направи последен опит за обезвредяване на ренегатите, които стоят начело на сръбските войски при преследването на организационните работници“. Препоръчва се свикване на общ конгрес.
Конгресът прави следните избори:
| - Членове на Окръжния комитет - Действителни членове - Алеко Василев - Георги Атанасов - Георги Въндев - Евтим Цеков - Костадин Мишев - Георги Чапразов - Съветници - Атанас Ансаров - Танчо Филипов - Запасни членове - Никола Георгиев - Михаил Шкартов - Атанас Ванков - Никола Василев | - Делегати за Общия конгрес - Действителни делегати - Алеко Василев - Георги Атанасов - Костадин Мишев - Христо Медникаров - Запасни делегати - Михаил Шкартов - Васил Ихчиев - Евтим Цеков - Никола Василев |

Конгресът протича безконфликтно, не са предложени нови кандидатури за членове на Централния комитет и дори не се отправят атаки срещу преминалия на страната на болшевиките член Петър Чаулев.